# Uteodon aphanoecetes
L'uteodonte (Uteodon aphanoecetes) è un dinosauro erbivoro appartenente agli ornitopodi. Visse nel Giurassico superiore (Titoniano, circa 150 milioni di anni fa) e i suoi resti sono stati ritrovati in Nordamerica. È stato a lungo confuso con Camptosaurus.

## Descrizione
Questo dinosauro è conosciuto per resti più o meno completi, ritrovati nello Utah all'inizio del secolo scorso. L'aspetto era molto simile a quello del più famoso Camptosaurus; un esemplare adulto doveva raggiungere e superare i 5 metri di lunghezza. Le zampe posteriori erano forti e robuste, come quelle di tutti gli iguanodonti, mentre quelle anteriori erano più corte e dotate di cinque dita munite di zoccoli. Il cranio differiva da quello di Camptosaurus perché era più corto e alto.

## Classificazione
Per lungo tempo i resti di questo animale, rinvenuti nel Brushy Member della formazione Morrison (Dinosaur National Monument), sono stati attribuiti a un esemplare di Camptosaurus dispar, un ornitopode piuttosto comune nella medesima formazione ma proveniente da strati leggermente più antichi. Uno scheletro quasi completo fu montato ed esposto nel Carnegie Museum di Pittsburgh, e solo nel 2008 venne ristudiato; nella pubblicazione (Carpenter & Wilson, 2008) i fossili venivano ridescritti come appartenenti a una nuova specie di camptosauro, Camptosaurus aphanoecetes. Pochi anni dopo un nuovo studio (McDonald, 2011) mise in luce ulteriori differenze tra i due animali, sufficienti da permettere l'istituzione di un nuovo genere, Uteodon. Attualmente questo animale è considerato un parente di Camptosaurus, all'interno del grande gruppo degli iguanodonti. È possibile che Uteodon si collochi in una posizione più derivata rispetto a Camptosaurus, e che il suo più stretto parente sia un "camptosauro" proveniente dall'Inghilterra, Cumnoria. Alcuni dettagli della scapola e dell'ileo, infatti, distinguerebbero queste due forme da Camptosaurus e dai restanti iguanodonti.

## Significato del nome
Il nome generico Uteodon significa "dente degli Ute": gli Ute sono un popolo che abita il nordest dello Utah dove sono stati ritrovati i fossili; la parola greca odon ("dente") è un suffisso comune nei nomi generici degli iguanodonti. L'epiteto specifico, invece, deriva dal greco e significa "nascosto in piena vista"; il riferimento è al fatto che questa specie è stata in mostra per 75 anni senza essere riconosciuta come specie a sé stante.